# Quel safari !!!
Pour les articles homonymes, voir Safari (homonymie).
Safari callejero (français : Quel safari !!!) est une bande dessinée espagnole illustrée par Francisco Ibáñez, et le troisième volume de la série, appartenant à la franchise Mortadel et Filémon, éditée entre 1969 et 1970.

## Synopsis
Un voleur s'est introduit dans la maison du professeur Bacterio et a provoqué la fuite de tous les animaux de son laboratoire. Les animaux sont sous l'effet d'un sérum qui modifie leur métabolisme et leurs habitudes. Mortadel et Filemón devront les récupérer en les cherchant dans toute la ville. Ainsi, ils chercheront, entre autres, le vampire Celestino, la poule Dorotea, le chien Zacarías.

## Éditions
Après sa publication en série dans Gran Pulgarcito dans les numéros 42 à 52, à raison de 4 pages par numéro, elle est compilée en album, soit dans le no 3 de la collection Ases del Humor, soit dans la collection Olé, en tant que numéro 98 de la quatrième édition, soit dans le volume 21 de la collection Súper Humor des Ediciones B avec Chapeau el « esmirriau », El sulfato atómico, El plano de Alí-gusa-no et La caja de los diez cerrojos.

## Influences et postérité
La bande dessinée d'ouverture de l'album est un plagiat d'une autre bande dessinée de Franquin. Cependant, cette aventure est très caractéristique de Francisco Ibáñez et la ressource de capturer des animaux avec des particularités sera utilisée à nouveau dans d'autres bandes dessinées comme Misión de perros ou Pánico en el zoo.

## Adaptations
La bande dessinée est adaptée dans son intégralité dans un épisode de la série télévisée d'animation homonyme. Un jeu vidéo esy également réalisé en 1989 sous le titre Mortadelo y Filemón II : Safari callejero.
Dans le film réalisé avec des acteurs, Mortadel et Filémon (La Gran aventura de Mortadelo y Filemón), les agents sont réveillés de la même manière (au moyen d'une masse sortant du mur).